# Vitreostroma desmodii
Vitreostroma desmodii är en svampart. Vitreostroma desmodii ingår i släktet Vitreostroma och familjen Phyllachoraceae.

## Underarter
Arten delas in i följande underarter:
- lespedezae
- asiaticum
- desmodii